# トウティ湖
トウティ湖は、インドネシアの南スラウェシにある湖である。管理上、この湖は南スラウェシ州東ルブリージェンシーのトウティ地区にある。この湖の中には、ロエハ島、ボロン島、ツイン島など5つの魅力的な島がある。 
トウティ湖地域は、インドネシア共和国林業省の傘下にある南スラウェシ自然資源保護センター（BKSDA）が管理するトウウティ湖自然公園の一部である。 

## 歴史
トウティ湖は、数百万年の歴史を持つ世界で最も古い湖の1つである。今までに科学者は、トウティ湖、マタノ湖、ポソ湖、チチカカ湖、琵琶湖、バイカル湖、カスピ海、ビクトリア湖 、オフリド湖、マラウイ湖を含む少なくとも12の古代湖を特定している。 
トウティ湖は、鮮新世に発生した構造運動による断層（ 横ずれ断層 ）から形成された。 湖の年齢は、100万年から400万年と推定されている。堆積物特性の分析に基づくと、トウティ湖は、マリリ湖システムを形成する4つの湖（トウティ、マハローナ、ロントア、マサピ）の中で2番目に古い湖である。 

## グローバルエコリージョン
湖、生態系、生物多様性の固有性が非常に高いことから、トウティ湖は世界自然保護基金によるグローバルエコリージョンのカテゴリに含まれている。 

## 自然公園
トウティ湖は、インドネシアのツーリストパーク保護地域の1つである。これは、1979年4月24日の農業大臣令 No.274/Kpts/Um/1979/4/4によりトウティ湖、マタノ湖、マハロナ湖の各地域は、トウティ湖自然公園、マタノ湖自然公園、マハロナ湖自然公園の名前でネイチャーツーリズムパークの保護区になった。マタノ湖は、主に観光、ネイチャーレクリエーション、マリンツーリズムに使用される自然保護地域である。 

## 将来性

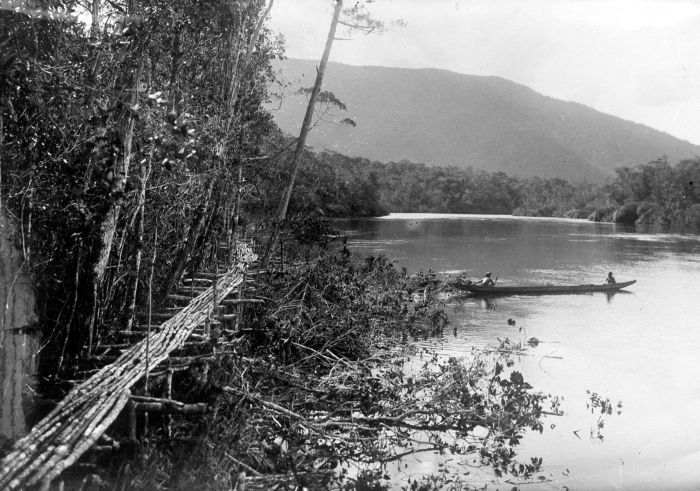
1930年のトウティ湖

### 観光
トウティ湖周辺は、南スラウェシで人気の観光エリアである。湖の真水は非常に澄んでいて、湖は魅惑的である。スピードボートまたは小型のボートを使って、湖の掘削や湖のほとりにぶら下がっているネペンテス種などの魅力的な植生や、多くの樹木着生ラン、そしてスラウェシに固有のマカダミア・ヒルデブランディの木を楽しむことができる。ボロン島、ツイン島、ロエハ島への所要時間は、天候、風、波の影響により変わるがスピードボートで1〜2時間である。

## 研究

### 事実
バンドン工科大学（ITB）、インドネシア科学研究所（LIPI）、およびブラウン大学の研究者たちは、トウティ湖がインドネシアで最も古い古代湖であり、北スマトラの トバ湖よりもはるかに古いと宣言することで合意した。研究者たちの研究結果は、トウティ湖がインドネシアで最も包括的な気候史の「本」を保管していることも明らかにした。「歴史書」は下部に堆積層の形をしている。バンドン工科大学（ITB）の地質学者によると「トウティ湖に関する気候史の本は、インドネシアで最も厚く、最も近い「サトリアビジャクサナ」である。調査の結果、最も古い湖の1つの底にある堆積物が300メートルの厚さに達したことが明らかになった。堆積物は70万年前までの気候の歴史を保存していると予測されている。 
16,000〜33,000千年前、湖は草地に囲まれていたように見えるが、それよりずっと前から現在まで、熱帯雨林に囲まれており、過去の気候変動の事実を示している。地質学者はまた、火山灰層を発見した。それは過去の火山噴火のヒントを与える。層がかなり厚いことについては、2つの可能性がある。一つは巨大な噴火の可能性であり、もう一つは、湖の近くに山がある可能性である。 

### 水の状態
トウティ湖はとても印象的である。 地元の知恵が今も残っているので、誰もがトウティ湖の澄んだ水を見ることができる。トウティ湖の水質は暖かく、非常に深く、鉄分が豊富であるが、多くの研究者により、約250万年前の太古代の海の状態と同様に酸素含有量が欠如した状態であると考えられている。 

### 植物
トウティ湖には植物種があり、研究者たちは樹木内の着生ランの種類と、固有種のカテゴリーに含まれるビンロウジュの実の植物（Hydriastele）のMacadamia hildebrandiの木を特定し、HC HopkinsはWeinmannia devogeliiと述べた 。 ホプキンスはマタノ湖の固有植物である。 

### 動物
トブティ湖は、トバ湖に次ぐインドネシアで2番目の大きさの淡水湖である構造湖であり、6種の貝（タイロメラニア）、3種のカニ（オサムシ科）、6種のエビ、10種の鋭利なヒレ（テルマトリニ科）が生息する。興味深いのは、湖の底に生息するブティニ魚（Glossogobius matanensis）である。Opudi魚（Telmatherina celebensis）は、国内外で取引される装飾用の魚の1つある。魚の商品名はセレベスレインボーフィッシュまたはセレベスセイルフィッシュで、インドネシアで最大のワニの生息地の1つでもある。 

## 著名な出身者
- Batara Guru
- Sawerigading
- We Nyili Timo
- Batara Lattu

## 参照
1. Teliti iklim purba, tim ahli akan kaji dasar Danau Towuti BBC - Indonesia, 2015-03-03. Diakses pada 2016-05-10
2. Menguak Masa Lalu Lewat Sedimen Danau Towuti mongabay.co.id, 2015-07-21. Diakses pada 2016-05-10
3. Danau Towuti, berkaca di air pun bisa Kompasiana, 2013-08-09. Diakses pada 2016-05-10
4. Misteri Danau Purba di Sulawesi TEMPO.CO, 2015-01-30. Diakses pada 2016-05-10
5. Danau Towuti di Sulawesi Simpan "Buku Sejarah" Iklim Terlengkap di Nusantara Kompas, 2015-01-30. Diakses pada 2016-05-10